# Doorgal Andrada
Doorgal Andrada (Barbacena), é um político brasileiro, filiado ao Patriota. Nas eleições de 2022, foi eleito deputado estadual por MG.